# Піткерн (Нью-Йорк)
Піткерн (англ. Pitcairn) — місто (англ. town) в США, в окрузі Сент-Лоуренс штату Нью-Йорк. Населення — 790 осіб (2020).

## Демографія
Згідно з переписом 2010 року, у місті мешкало 846 осіб у 333 домогосподарствах у складі 241 родини. Було 499 помешкань
Расовий склад населення:
| - 97,8 % — білих - 0,4 % — чорних або афроамериканців - 0,4 % — азіатів - 0,1 % — корінних американців |

До двох чи більше рас належало 1,4 %. Частка іспаномовних становила 0,8 % від усіх жителів.
За віковим діапазоном населення розподілялося таким чином: 24,0 % — особи молодші 18 років, 62,1 % — особи у віці 18—64 років, 13,9 % — особи у віці 65 років та старші. Медіана віку мешканця становила 41,1 року. На 100 осіб жіночої статі у місті припадало 105,8 чоловіків;  на 100 жінок у віці від 18 років та старших — 106,8 чоловіків також старших 18 років.
Середній дохід на одне домашнє господарство  становив 57 428 доларів США (медіана — 43 750), а середній дохід на одну сім'ю — 60 649 доларів (медіана — 44 583). Медіана доходів становила 49 167 доларів для чоловіків та 32 813 долари для жінок. За межею бідності перебувало 18,6 % осіб, у тому числі 31,9 % дітей у віці до 18 років та 1,5 % осіб у віці 65 років та старших.
Цивільне працевлаштоване населення становило 301 особа. Основні галузі зайнятості: освіта, охорона здоров'я та соціальна допомога — 24,9 %, будівництво — 15,0 %, роздрібна торгівля — 12,6 %.